# Supremumnormen
Supremumnormen, även kallad Tjebysjovnormen eller informellt oändlighetsnormen, är inom matematisk analys en norm för funktioner. Normen tilldelar ett reellt positivt tal till en reell eller komplex funktion. Förenklat kan man säga att supremumnormen mäter "storleken" på en funktion.

## Definition och användning
Låt X vara en mängd och {\displaystyle \mathbb {R} ^{X}:=\{f|f:X\rightarrow \mathbb {R} \}}. Supremumnormen för {\displaystyle f\in \mathbb {R} ^{X}} är talet
{\displaystyle \|f\|_{\infty }:=\sup\{|f(x)|:x\in X\}}.
Fast {\displaystyle \|\cdot \|_{\infty }} kallas supremumnormen är detta inte alltid en norm i  {\displaystyle \mathbb {R} ^{X}\,}. T. ex. om {\displaystyle X=\mathbb {R} } vi har 
{\displaystyle \|x\mapsto x\|_{\infty }=\infty }
men normen måste vara ändlig. Så man får istället definiera mängden av alla begränsade funktioner:
{\displaystyle {\mathcal {B}}(X,\mathbb {R} ):=\{f\in \mathbb {R} ^{X}:\|f\|_{\infty }<\infty \}}
då supremumnormen är en norm, dvs paret {\displaystyle ({\mathcal {B}}(X,\mathbb {R} ),\|\cdot \|_{\infty })} är ett normerat rum. Det här är ett resultat från absolutbeloppets egenskaper.
Man kan inducera en metrik från supremumnormen som mäter avståndet mellan två begränsade funktioner:
{\displaystyle d(f,g):=\|f-g\|_{\infty }}.
Så att en följd av funktioner, {\displaystyle (f_{n})}, konvergerar likformigt till en funktion {\displaystyle f} om och endast om
{\displaystyle \lim _{n\rightarrow \infty }\|f_{n}-f\|_{\infty }=0.}

## Exempel

Element x i med, där k är en konstant.

- Om X är ett kompakt topologiskt rum, exempelvis intervallet {\displaystyle [0,1]\,}, är mängden av alla kontinuerliga funktioner med supremumnormen, {\displaystyle ({\mathcal {C}}(X),\|\cdot \|_{\infty })}, ett normerat rum.

- Om {\displaystyle X=\{1,2,...,n\}\,}, för {\displaystyle n\in \mathbb {N} }, är {\displaystyle \mathbb {R} ^{X}=\mathbb {R} ^{n}}. Supremum kan alltså här ersättas med maximum: {\displaystyle \|x\|_{\infty }=\max\{|x_{i}|:i\in \{1,2,...,n\}\}} för {\displaystyle x=(x_{1},x_{2},...,x_{n})\in \mathbb {R} ^{n}} och {\displaystyle (\mathbb {R} ^{n},\|\cdot \|_{\infty })} är ett normerat rum.

## Väsentlig supremumnorm
Om vi har ett måttstruktur i X kan vi generalisera supremumnormen. Låt {\displaystyle (X,{\mathcal {F}},\mu )} vara ett måttrum och 
{\displaystyle {\mathcal {M}}(X,\mathbb {R} ):=\{f\in \mathbb {R} ^{X}:f{\mbox{ är }}{\mathcal {F}}{\mbox{-mätbara}}\}}.
Då är väsentliga supremumnormen för {\displaystyle f\in {\mathcal {M}}(X,\mathbb {R} )}
{\displaystyle \|f\|_{\infty }^{\operatorname {ess} }:=\operatorname {ess} \sup |f|=\inf\{r\in \mathbb {R} :\mu (\{x\in X:|f(x)|>r\})=0\}.}
där {\displaystyle \operatorname {ess} \sup } är väsentligt supremum.

### Normerade och seminormerade rum med väsentliga supremumnormen
Några egenskaper för väsentliga supremumnormen är:
- {\displaystyle \|f\|_{\infty }^{\mathrm {ess} }\leq \|f\|_{\infty }},
- {\displaystyle \|af\|_{\infty }^{\mathrm {ess} }=|a|\|f\|_{\infty }^{\mathrm {ess} }} och
- {\displaystyle \|f+g\|_{\infty }^{\mathrm {ess} }\leq \|f\|_{\infty }^{\mathrm {ess} }+\|g\|_{\infty }^{\mathrm {ess} }}

för alla {\displaystyle f,g\in {\mathcal {M}}(X,\mathbb {R} )} och {\displaystyle a\in \mathbb {R} }. Detta ger att {\displaystyle ({\mathcal {B}}(X,\mathbb {R} )\cap {\mathcal {M}}(X,\mathbb {R} ),\|\cdot \|_{\infty }^{\mathrm {ess} })} är ett (seminormerat rum. 
Seminormen {\displaystyle \|\cdot \|_{\infty }^{\mathrm {ess} }} är inte en norm eftersom det finns funktioner som inte är nollfunktionen men som har en väsentligt supremumnorm som är noll, om exempelvis {\displaystyle (X,{\mathcal {F}},\mu )=(\mathbb {R} ,\mathrm {Leb} \mathbb {R} ,{\mathcal {L}}_{1})} får man att
{\displaystyle \|\chi _{\mathbb {N} }\|_{\infty }^{\mathrm {ess} }=0}
där {\displaystyle \chi _{\mathbb {N} }} är indikatorfunktionen för de naturliga talen. Resultatet ovan fås då {\displaystyle {\mathcal {L}}_{1}(\mathbb {N} )=0} men 
{\displaystyle \chi _{\mathbb {N} }\neq \mathbf {0} }.
Men man kan definiera en ekvivalensrelation i {\displaystyle {\mathcal {B}}(X,\mathbb {R} )\cap {\mathcal {M}}(X,\mathbb {R} )} genom att
{\displaystyle f\sim g\,} om och endast om {\displaystyle \|f\|_{\infty }^{\mathrm {ess} }=\|g\|_{\infty }^{\mathrm {ess} }}
och definiera väsentliga supremumnormen för ekvivalensklasser 
{\displaystyle \|f^{\sim }\|_{\infty }^{\mathrm {ess} }:=\|f\|_{\infty }^{\mathrm {ess} }}
där {\displaystyle f^{\sim }} är ekvivalensklassen med representant f:
{\displaystyle f^{\sim }:=\{g\in {\mathcal {B}}(X,\mathbb {R} )\cap {\mathcal {M}}(X,\mathbb {R} ):f\sim g\}.}
Med denna struktur fås att {\displaystyle ({\mathcal {B}}(X,\mathbb {R} )\cap {\mathcal {M}}(X,\mathbb {R} )/\sim ,\|\cdot \|_{\infty }^{\mathrm {ess} })} är ett normerat rum.
En fördel med väsentliga supremumnormen är att man kan få med fler funktioner i sitt normerade rum, då det finns måttrum {\displaystyle (X,{\mathcal {F}},\mu )} och funktioner {\displaystyle f\in {\mathcal {M}}(X,\mathbb {R} )} som har {\displaystyle \|f\|_{\infty }^{\mathrm {ess} }<\infty } men {\displaystyle \|f\|_{\infty }=\infty }. 
Till exempel, om {\displaystyle (X,{\mathcal {F}},\mu )=(\mathbb {R} ,\mathrm {Leb} \mathbb {R} ,{\mathcal {L}}_{1})} får man att
{\displaystyle \|\mathbf {1} _{\mathbb {N} }\cdot \exp \|_{\infty }^{\mathrm {ess} }=0}
eftersom {\displaystyle {\mathcal {L}}_{1}(\mathbb {N} )=0} men 
{\displaystyle \|\mathbf {1} _{\mathbb {N} }\cdot \exp \|_{\infty }=\infty }
eftersom {\displaystyle \exp(n)\rightarrow \infty } när {\displaystyle n\rightarrow \infty }. 
Följaktligen kan man generalisera {\displaystyle {\mathcal {B}}(X,\mathbb {R} )\cap {\mathcal {M}}(X,\mathbb {R} )}. Låt 
{\displaystyle L^{\infty }=L^{\infty }(X,{\mathcal {F}},\mu ):=\{f\in {\mathcal {M}}(X,\mathbb {R} ):\|f\|_{\infty }^{\mathrm {ess} }<\infty \}.}
Så att
{\displaystyle {\mathcal {B}}(X,\mathbb {R} )\cap {\mathcal {M}}(X,\mathbb {R} )\subset L^{\infty }}
och {\displaystyle (L^{\infty },\|\cdot \|_{\infty }^{\mathrm {ess} })} är ett seminormerat rum. Man kan transformera {\displaystyle (L^{\infty },\|\cdot \|_{\infty }^{\mathrm {ess} })} till ett normerat rum med ekvivalensrelationen {\displaystyle \sim \,} ovan.

### Relation till andra normer
Om f är en funktion så att {\displaystyle \|f\|_{p}<\infty \,} och {\displaystyle \|f\|_{\infty }^{\text{ess}}<\infty } så gäller att
{\displaystyle \lim _{q\to \infty }\|f\|_{q}=\|f\|_{\infty }^{\text{ess}}}.

#### Bevis
Låt {\displaystyle q} vara större än {\displaystyle p}.
{\displaystyle \|f\|_{q}=\left(\int |f|^{q}\right)^{1/q}=\left(\int |f|^{p}|f|^{q-p}\right)^{1/q}}
Eftersom {\displaystyle q-p>0} är detta mindre än
{\displaystyle \left(\int |f|^{p}\|f\|_{\infty }^{q-p}\right)^{1/q}=\|f\|_{\infty }^{1-p/q}\left(\int |f|^{p}\right)^{1/q}}
Eftersom  {\displaystyle 1-p/q>0} är detta mindre än
{\displaystyle \|f\|_{\infty }\left(\int |f|^{p}\right)^{1/q}\to \|f\|_{\infty }} när {\displaystyle q\to \infty \,}
För den omvända olikheten, definiera {\displaystyle E=\{x|f(x)>a\}\,}. Då är
{\displaystyle \|f\|_{q}\geq \left(\int _{E}|f|^{q}\right)^{1/q}\geq a\mu (E)^{1/q}\to a} när {\displaystyle q\to \infty \,}.
Detta gäller för alla {\displaystyle a<\|f\|_{\infty }}. 